# LÉ Fola
La LÉ Fola (CM12) fu una dragamine della classe Ton che operò, chiamandosi HMS Blaxton (M1131), con la Royal Navy e poi col Seirbhís Chabhlaigh na hÉireann. Il suo nome in gaelico è in onore di Fódla, leggendaria regina dei Túatha Dé Danann e nome poetico dell'Irlanda.
La Blaxton fu costruita dalla John I. Thornycroft & Company a Southampton, in Inghilterra. La nave venne varata il 21 giugno 1955 e dopo sedici anni di servizio fu venduta al Seirbhís Chabhlaigh. La nave fu consegnata il 22 febbraio 1971 e il giorno seguente, a Gibilterra, fu denominata Fola dal tenente in comando Deasy.
La Fola operò nel Mediterraneo occidentale assieme alla LÉ Banba. Completarono così tutti i test e iniziarono a tutti gli effetti il proprio servizio. Il 20 marzo le navi lasciarono il mar Mediterraneo per fare ritorno in Irlanda anche se una forte tempesta le costrinse a riparare a Lisbona. Il 29 marzo 1971 si unirono alla flotta.
Nel 1987 fu venduta ad una società spagnola per la demolizione, iniziata dopo trentadue anni di servizio.